# فرنسيسكو دي ميلو
فرنسيسكو دي ميلو (بالبرتغالية: Francisco de Melo‏) هو رياضياتي وفيزيائي برتغالي، ولد في 1490 في لشبونة في البرتغال، وتوفي في 27 أبريل 1536 في يابرة في البرتغال.